# Emily Peck
Pour les articles homonymes, voir Emily et Peck.
Emily Peck, née le 25 juin 1984 à Branford dans le Connecticut, est une actrice et productrice américaine. 

## Filmographie
actrice
- 2008 : Redbelt : la patronne du bar
- 2009 : Both Thumbs (court métrage) : la barmaid
- 2010 : The Four-Faced Liar : Molly
- 2013 : Brightest Star : l'étudiante en économie
- 2013 : God I Hope I Get It (court métrage) : Emily
- 2012-2014 : Literally Dysfunctional (série télévisée) : Catherine Earnshaw
- 2014 : The God Question : Alicia Coleman

productrice
- 2010 : The Four-Faced Liar